# 山村乳業
有限会社山村乳業（やまむらにゅうぎょう）は、三重県伊勢市に本社を置く、日本の乳製品メーカー。三重県牛乳協同組合に加盟している。山村牛乳のほか、山村コーヒー、山村フルーツ、山村ヨーグルト、山村ぷりんに加えアイスなど18品目60種類の商品を製造・販売、その中で瓶入り乳製品は14品目47種類を数え、日本最多の商品ラインナップを展開している。1919年（大正8年）に創業し、2019年に創業100周年を迎えた。パスチャライズ殺菌によるコクのある牛乳を提供する。地域では「山村さん」と呼ばれ親しまれる。

## 沿革
1919年（大正8年）創業。当時は本社裏で乳牛を飼育し、箱車に牛乳を載せ、伊勢の各家庭に配達を行っていた。その後、山村乳業の周辺は住宅地化し、牛の飼育が困難となったため、牧場は移転し、本社兼加工場のみ現地に残った。
2000年代以降、山村乳業では新商品の開発や販売促進活動に力を入れている。この頃よりプリンやプレーンヨーグルト（無糖）の開発を始める。
2002年（平成14年）11月には自社のウェブサイトを開設した。
2005年（平成17年）、愛知万博（愛・地球博）の「コーカサス共同館」で、山村乳業が製造したヨーグルトが販売された。このヨーグルトは、山村乳業社長とグルジア政府文化通商センターの職員が東京で開かれた見本市で知り合ったことをきっかけに、グルジアのヨーグルト研究者から提供された「タネ菌」を使って製造されたものである。この商品は、「山村グルジアヨーグルト」として後に山村乳業の店頭とインターネットで販売されることとなった。
2012年（平成24年）5月28日、ソフトクリームのテイクアウト専門店「山村乳業アイス工房直売店」を開店。
2013年（平成25年）7月20日、伊勢神宮豊受大神宮（外宮）と伊勢市駅を結ぶ外宮参道前に「山村みるくがっこう 外宮前店」を開店、観光客向けに山村乳業の製品の販売を開始した。外宮前では2013年の神宮式年遷宮に合わせ、新店舗の開業が相次いでいた。
2019年（令和1年）に三重県が運営するみえの食セレクションに山村牛乳一合瓶が選定。
2020年（令和2年）7月、伊勢神宮皇大神宮（内宮）の鳥居前町であるおはらい町に「山村みるくがっこう 内宮前店」を開店。
2021年（令和3年）、「山村ガチャ『牛乳瓶ノ蓋』」の販売を開始。大ヒットを受けてメディアでも話題に。
2022年（令和4年）4月、牛乳・ヨーグルトのサブスク（定期購入）サービス、「通販牛乳配達」を開始。
2023年（令和5年）に三重県が運営するみえの食セレクションに山村ヨーグルトが選定。
2023年（令和5年）11月、食べ歩き用プリン「山村ぷりんバー」の販売を山村みるくがっこうにて開始。生成AI「ChatGPT」を活用して開発されたことで話題に。特許出願中。
2024年（令和6年）6月、日本初となる“牛乳パック入り”かき氷「山村氷」の販売を山村みるくがっこうにて開始。ワンコインで購入できる手頃な価格も好評。
2024年（令和6年）8月、「山村ジョージアヨーグルトソフト」と「山村ジョージアフローズンヨーグルト」の販売を開始。同日、ジョージア出身のティムラズ・レジャバ駐日ジョージア大使と元大関栃ノ心さんを招待しメディア向け発表会を行なった。
2024年（令和6年）11月、牛乳瓶の魅力を発信する目的で11月26日を「ビン牛乳の日」にすることを日本記念日協会に申請し、認定された。

## 製品
主要な製品である「山村牛乳」のほか、コーヒー牛乳やフルーツ牛乳、ヨーグルト、プリン、アイスなど、18品目60種類の商品を製造・販売、その中で瓶入り乳製品は14品目47種類を数え、日本最多の商品ラインナップを展開している。製品は主に瓶に封入する。

### 山村牛乳
山村牛乳は、三重県産の新鮮な生乳（ホルスタイン）を85℃で15分間のパスチャライズ殺菌で、手間と時間をかけてじっくり殺菌、大手メーカーが採用する殺菌製法では味わうことのできない、牛乳本来の豊かなコクや芳醇な香りが売り。山村乳業の看板商品。

### 山村濃厚乳
創業以来の製法により、コクと甘さが自慢の山村牛乳に生クリーム等を絶妙なバランスでブレンド。山村牛乳よりもまろやかで濃厚な味わいが特徴。

### 山村コーヒー
粗挽き豆から丹念に抽出した本格コーヒーと、新鮮な山村牛乳をブレンドして作られる（牛乳50%）人気商品。

### 山村フルーツ
山村フルーツは、山村乳業の製造するフルーツ牛乳であり、昔ながらの瓶詰めで紙栓をして販売している。2012年（平成24年）時点で、日本では瓶入りのフルーツ牛乳はほとんど姿を消しており、珍しい存在である。宅配のほか、伊勢市や鳥羽市の宿泊施設の浴場の自動販売機で販売している。山村フルーツは、2012年（平成24年）公開の映画『テルマエ・ロマエ』で阿部寛が演じるルシウスが風呂上りにフルーツ牛乳を飲んで衝撃を受けるシーンで登場した。映画の美術担当者がインターネットで山村フルーツを発見し、1通のFAXを送ったことをきっかけに映画に登場することとなった。映画の公開により、山村乳業では売り上げが1.5倍に伸びたという。

### 山村エーデル
さっぱりとしたパイン風味の乳酸菌飲料。

### 山村パスカル
低脂肪牛乳。乳脂肪は山村牛乳の半分だがカルシウムは2倍。体への吸収率が高いミルクカルシウムを使用。

### 山村ヨーグルト
世界中どこにもない山村乳業だけの味を目指し、1959年から製造。改良に改良を重ねて現在の商品に。口どけのよいまろやかな味わいと独特の風味が特徴。

### 山村ジョージアヨーグルト（旧・山村グルジアヨーグルト）
長寿研究の権威ダラキシビリ博士との共同開発したプレーンタイプの商品。博士の調査において、グルジア山岳地帯の村で採取した乳酸菌の中に長寿に寄与する可能性のある細菌の組み合わせを発見。そんなマリアミ乳酸菌から作られた日本唯一のヨーグルト。
2023年1月25日より山村ジョージアヨーグルトに商品名変更した。理由として山村乳業は2015年4月22日在グルジア日本国大使館の名称及び位置の国名を、それぞれ在ジョージア日本国大使館及びジョージアに変更する法律が施行されたことを鑑みながら、お客様から寄せられたご意見を踏まえ決定したとしている。

### 山村豆乳ヨーグルト
2006年より販売開始。100%国産大豆を使用した豆乳に山村牛乳をブレンド。本商品にもグルジアヨーグルトの乳酸菌を使用。

### 山村季節ヨーグルト
山村ヨーグルトの味わいを大切に、りんごやいちご、みかん、マンゴーやマスカットなど、一年を通して全8種類の季節限定ヨーグルトを展開。

### 山村ぷりん
山村ぷりんは山村牛乳に、三重県の鶏園から仕入れた産みたて卵と他材料と混ぜ合わせ、瓶容器に入れ低温でじっくり焼き上げて作る。添加物は不使用。2003年の販売以降、累計50万個以上を販売。

### 山村ぷりん おとな味
山村ぷりんの甘さをより控えめにし、カラメルソースもほろ苦い味わいにしたおとな味のプリン。

### 山村月替わりぷりん
山村ぷりんの味わいを大切に、チョコレートや抹茶、カボチャ、ほうじ茶など、一年を通して全15種類の季節限定プリンを展開。

### 山村ソフトアイス
直営店山村みるくがっこうで多い日に毎分注文が入る「山村ソフトクリーム」。そのメニューをアイスにしたのが本商品。一口食べればまるで牛乳を飲んでいるかのような濃厚なミルク感が特徴。味のバリエーションは全6種類（ミルク・コーヒー・抹茶・ココア・イチゴ・塩）。

### みるくなアイス
山村ソフトアイスをカップ形式にしたアイス。味のバリエーションは全4種類（ミルク・抹茶・イチゴ・塩）。

### 山村もなかアイス
最中タイプのアイス。味のバリエーションはつぶあんミルクとつぶあん宇治抹茶。和風テイストのアイス。

### 山村ジョージアフローズンヨーグルト
山村ジョージアフローズンヨーグルトは、ジョージアの伝統と健康文化を取り入れた、新感覚のフローズンヨーグルトです。山村乳業の看板商品である「山村牛乳」を使用し、低温殺菌ならではの豊かなコクと芳醇な風味を最大限に活かしています。また、ジョージアの山岳地帯から採取された特別な「マリアミ乳酸菌」を使用し、健康志向のお客様にも最適な商品に仕上げた。

### 冷凍ぷりんソフト
その斬新な見た目と豊かな味わいが好評を呼び、2020年（令和2年）4月の販売開始後、コロナ禍の消費者ニーズを捉え、注文から1～2カ月待ちという大ヒット商品となった。冷凍ぷりんソフトのルーツは、山村みるくがっこうで販売されている山村ぷりんソフト。山村ぷりんソフトは、山村ぷりんと山村ソフトクリームを同時に食べたいという声にこたえて、2013年に販売を開始。年間で1万5000個も売れる人気商品となった。ただ、山村ぷりんソフトは製造できる数に限りがあり、午前中には店舗で売り切れがでてしまうほどの人気商品。そこで、“ご自宅でもお店の味を楽しんでいただきたい”との想いで、「冷凍ぷりんソフト」の開発を始め、1年間の試行錯誤の結果、商品販売にいたった。その後、お客様への商品供給をより円滑にするため、冷凍プリンソフト株式会社を設立し、冷凍ぷりんソフト事業を山村乳業より譲受する。

### 山村ガチャ「牛乳瓶ノ蓋」

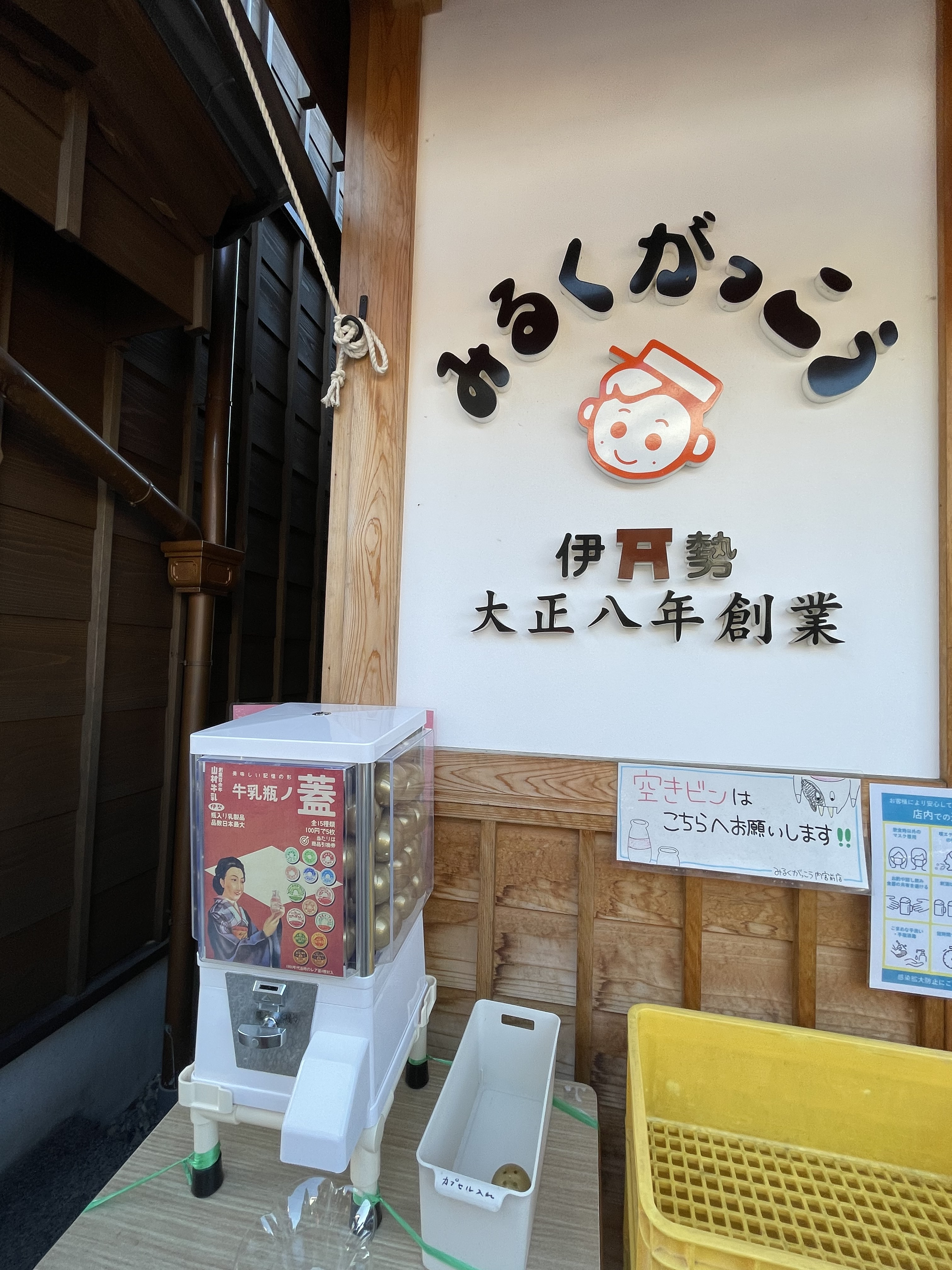
山村乳ガチャ「牛乳瓶ノ蓋」

2021年（令和3年）12月、瓶入り乳製品に使用する紙製の蓋の販売を開始。販売方法はガチャガチャを活用し、山村みるくがっこう 外宮前店・内宮前店にて販売する。年々加速する瓶入り乳製品離れに対して、顧客との新たな接点を作り、ひいては瓶容器ならではの価値を今後に残していきたいという想いが込められている。販売開始後1カ月で1,000個のカプセルが販売されるなど好評を呼び、通販サイトでも拡販。乳業メーカーが販売するガチャガチャとして異例のヒット商品に。

## 製法

### パスチャライズ殺菌
三重県内の牧場からタンクローリーで原乳を入荷し、低温タンクに貯蔵、ゴミなどを除去し加温処理後、乳脂肪を砕く。その後パスチャライズ殺菌を行って急速冷却し、瓶に牛乳を詰める。パスチャライズ殺菌とは摂氏85度で15分間かき混ぜながら殺菌する製法。「味が大事」と語る創業者が始めて以来、同じ方法で殺菌を行っている。これにより牛乳本来の味を生かしながら、コクが引き出せる。この殺菌法では、1日に処理できる量が限られるため、大量生産は不可能である。

## 販路

### 宅配
伊勢市内を中心に度会郡玉城町や多気郡明和町にもいる契約家庭約3,500軒の元へ配達される。顧客の高齢化が進んでいるため、山村乳業では新聞広告やウェブサイトを用いた新規顧客の獲得に努めている。三重県では牛乳の宅配業者は減少傾向にあり、山村乳業は県内有数の大事業者である。

### 直営店舗

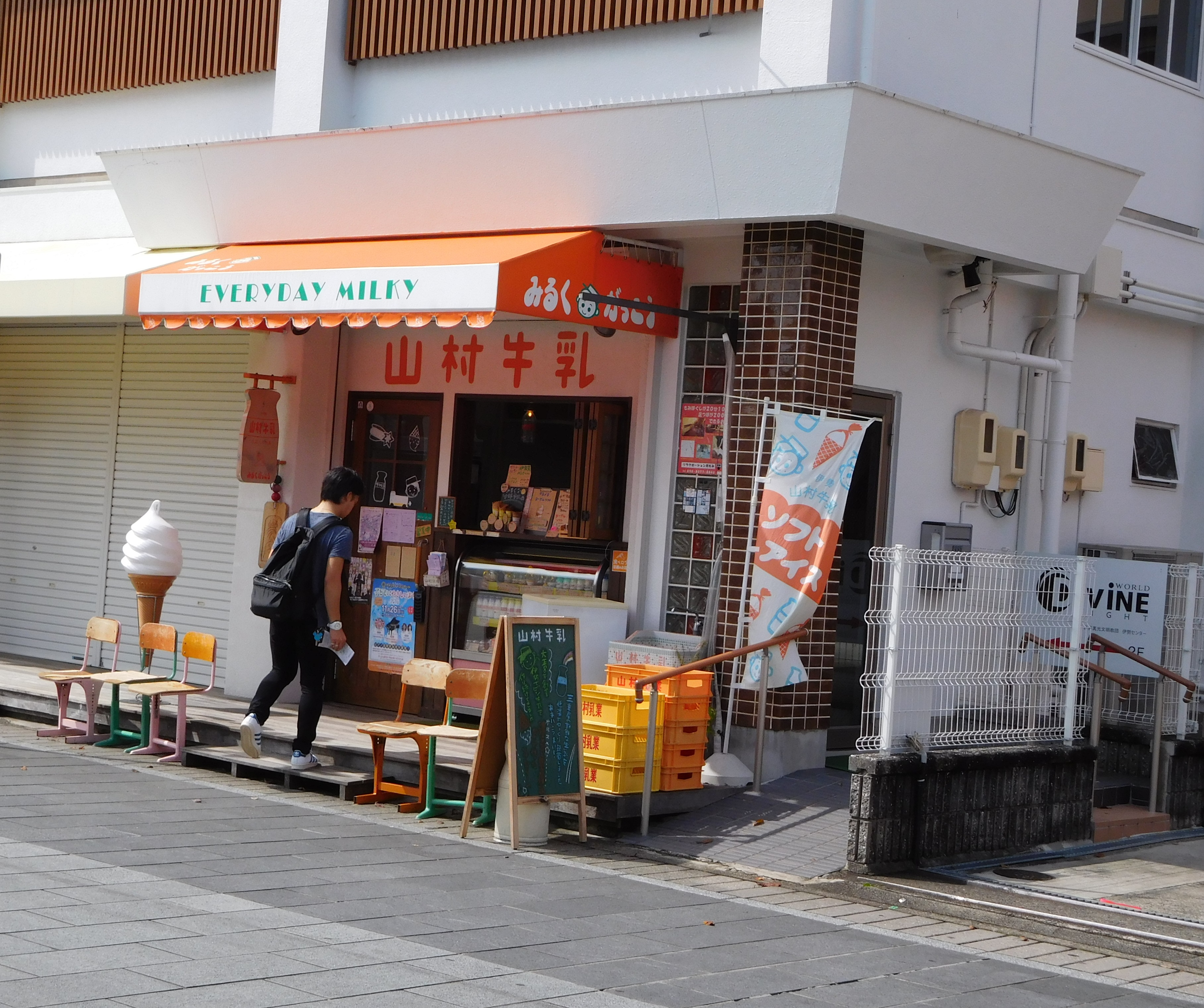
山村みるくがっこう 外宮前店

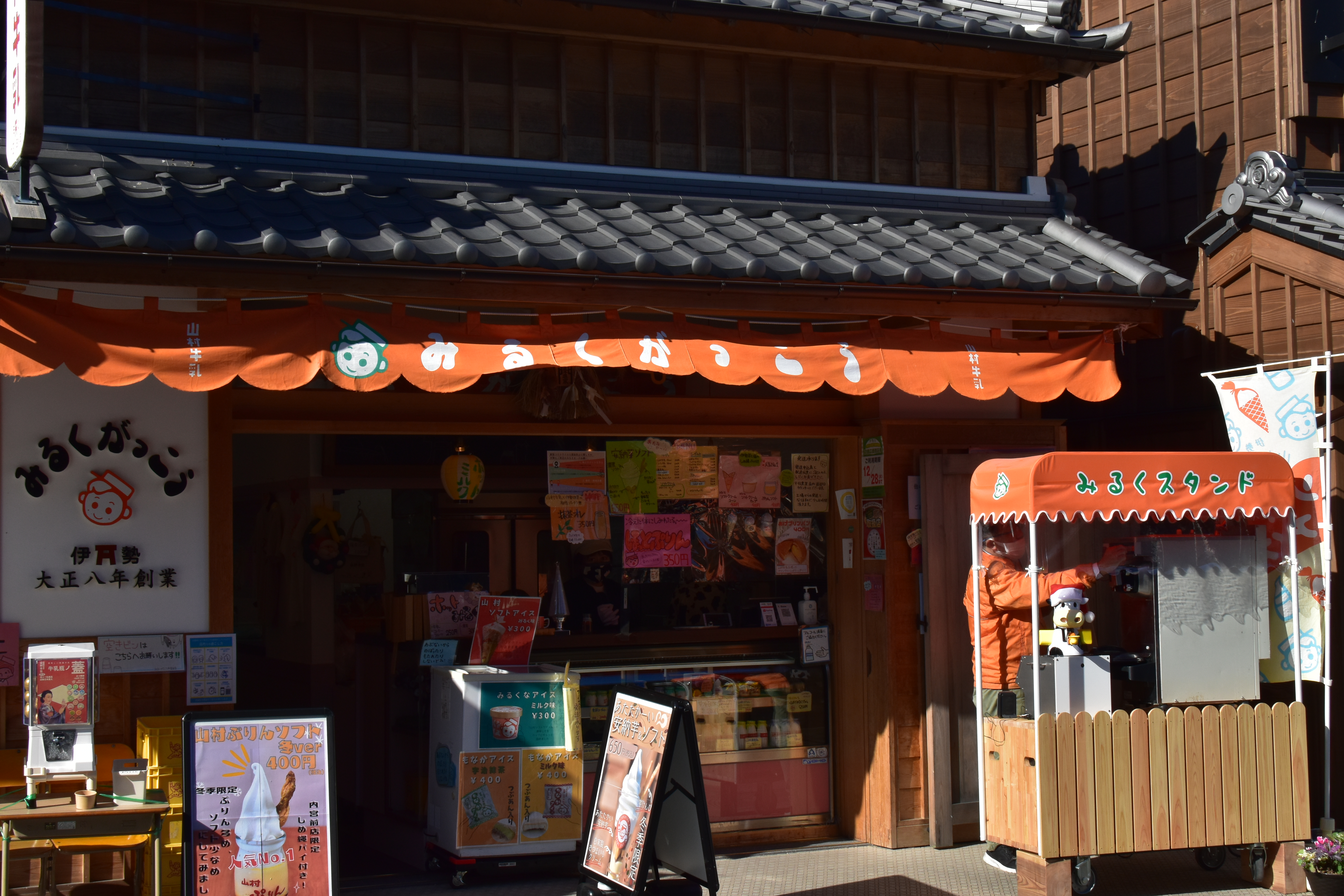
山村みるくがっこう 内宮前店

伊勢市内で4店舗を展開。特に、2013年と2020年に開店した山村みるくがっこう 外宮前店と内宮前店は観光客を中心に人気を集め、年間約12万人の来店がある。山村みるくがっこうは、牛乳や牛乳を使った商品のおいしさと牛乳にまつわる文化を体験できる店舗としてオープン。両店舗ともに懐かしさを感じる店構えを大切にし、ショーケースにも昔懐かしい色とりどりな瓶入り乳製品を陳列。その他、牛乳瓶を活用した照明や瓶入り乳製品の蓋の展示、机や椅子には学校の机や椅子を使用するなど、非日常空間を意識。客層は20、30代の男女に加え、ファミリー層、伊勢市在住の方など幅広い年代・性別にわたる。
- 本社兼本店 - 三重県伊勢市大世古三丁目5-8
- アイス工房直売店 - 三重県伊勢市御薗町高向字小橋632-1

- 山村みるくがっこう 外宮前店 - 三重県伊勢市本町13-6
  - テイクアウト専門店

- 山村みるくがっこう 内宮前店 - 三重県伊勢市宇治今在家町字中賀集楽37-3
  - テイクアウトに加え、学校をイメージしたイートインスペースを設ける
  - 東海3県初導入となるソフトクリームロボット「モーモー」が山村ソフトクリームを販売する[13]

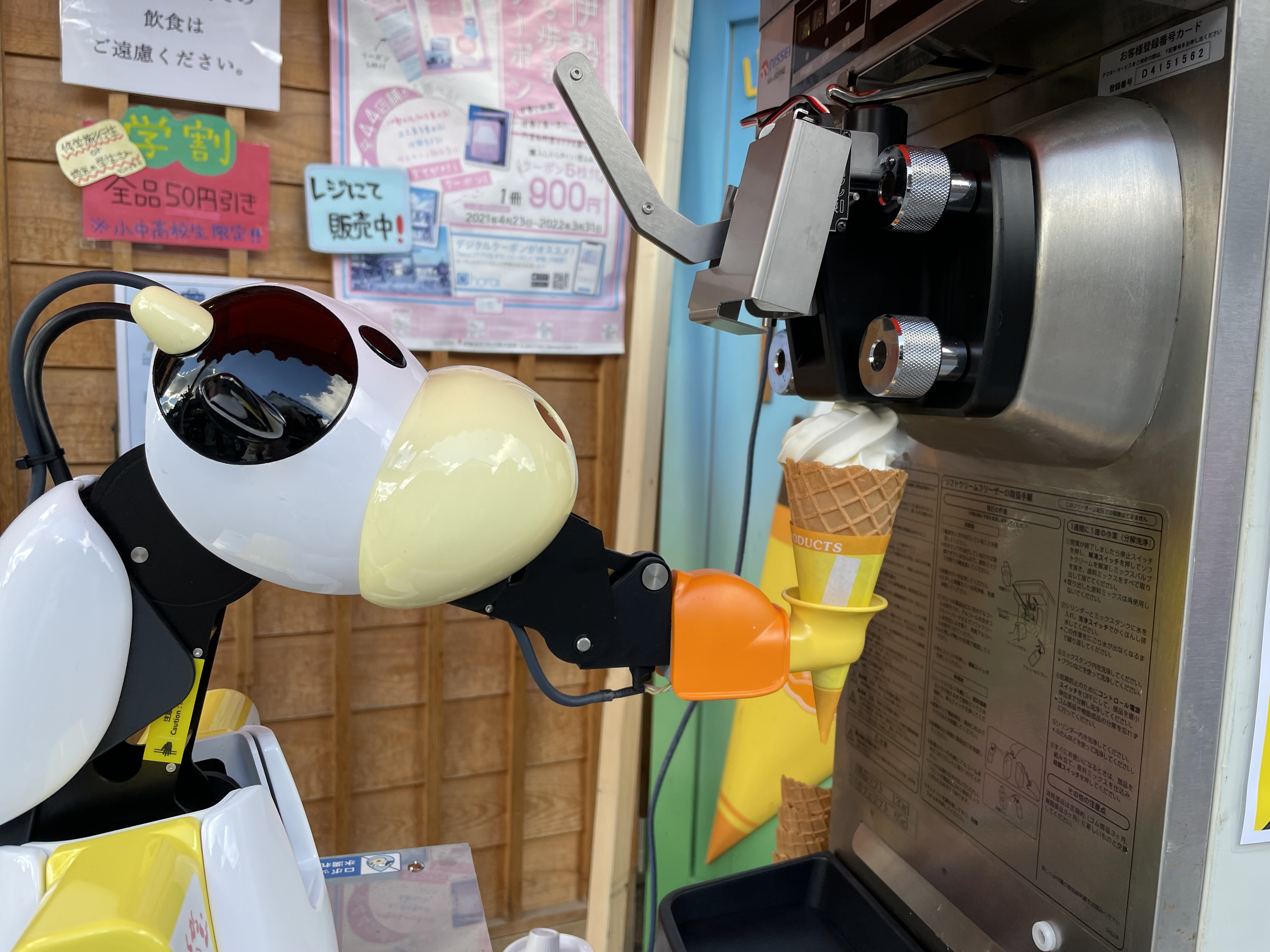
ソフトクリームロボット「モーモー」

    - コネクテッドロボティクス社製ソフトクリームロボット「モーモー」

### スーパーマーケット・コンビニ
ぎゅーとらやぜにや、グッディなど地場スーパーマーケットに加え、東海地方の高級スーパーマーケットフランテでも取り扱いがある。また、大手コンビニチェーンローソンと2019年、2021年に商品を共同開発する。2019年は三重県立明野高等学校食品科学科の生徒と「伊勢抹茶のもっちり生どら焼」を開発、2021年はシュークリームや揚げパンなど全4種類の商品を開発し、中部地区のローソン約1,600店にて販売した。

### 百貨店
東京日本橋三越本店や銀座三越、伊勢丹新宿店、阪神梅田本店、名古屋三越星ヶ丘店にて販売。

### アンテナショップ
東京都中央区日本橋室町にある三重県のアンテナショップ「三重テラス」や東京新宿区サブナードにある「伊勢志摩マルシェ」にて販売。

### 宿泊施設
伊勢志摩サミットが開催された志摩観光ホテルやラグジュアリーホテルブランドアマンリゾーツが手掛けるアマネム、鳥羽国際ホテルなど、伊勢・志摩・鳥羽地方の多数の宿泊施設のほか、フォーシーズンズホテル丸の内 東京にても提供。
- 志摩観光ホテル
- アマネム
- 鳥羽国際ホテル
- シーサイドホテル
- 本浦温泉 サン浦島
- 戸田家
- 胡蝶蘭
- 鳥羽ビューホテル
- いにしえの宿 伊久[42]
- フォーシーズンズホテル丸の内 東京

### 銭湯
東京高円寺にある「小杉湯」および東京原宿に2024年オープンした「小杉湯原宿」にて販売。

### その他
2018年セレクトショップビームスと伊勢市とのコラボレーションイベントが実施され、一部製品が東京新宿のビームス ジャパンにて販売される。その際、ビームスと山村乳業とのコラボ缶バッジも製作・販売される。